# Wasilij Kwaczantiradze
Wasilij Szalwowicz Kwaczantiradze (ros. Василий Шалвович Квачантирадзе, gruz. ვასილ შალვას ძე კვაჭანტირაძე, ur. 2 stycznia?/15 stycznia 1907 we wsi Konczkati k. Ozurgeti, zm. 9 lutego 1950) – radziecki snajper, Bohater Związku Radzieckiego (1945).

## Życiorys
Urodził się w gruzińskiej rodzinie chłopskiej. Od 1916 mieszkał z rodziną we wsi Gurianta, gdzie skończył szkołę, później pracował w kołchozie, 1932-1933 odbywał służbę wojskową. Od 1939 należał do WKP(b), ukończył szkołę partyjną, był sekretarzem komitetu Komsomołu kołchozu, w sierpniu 1941 został zmobilizowany do Armii Czerwonej, od czerwca 1942 uczestniczył w wojnie z Niemcami jako snajper pułku 138 Dywizji Piechoty. W sierpniu 1942 został ranny, później brał udział w bitwie pod Stalingradem, walczył też na Froncie Kalinińskim, od grudnia 1942 do kwietnia 1943 uczestniczył w walkach w obwodzie smoleńskim. Był pięciokrotnie ranny, pod koniec czerwca 1944 brał udział w wyzwalaniu obwodu witebskiego, od 23 do 27 czerwca 1944 zastrzelił 44 Niemców. Łącznie podczas wojny z Niemcami zastrzelił 534 żołnierzy i oficerów wroga, co czyni go jednym z najskuteczniejszych snajperów ZSRR. Po wojnie został zdemobilizowany, wrócił do rodzinnej wsi, w 1947 został tam przewodniczącym kołchozu. Był także deputowanym do Rady Najwyższej Gruzińskiej SRR.

## Odznaczenia
- Złota Gwiazda Bohatera Związku Radzieckiego (24 marca 1945)
- Order Lenina (dwukrotnie - 4 czerwca 1944 i 24 marca 1945)
- Order Czerwonego Sztandaru (11 maja 1943)
- Order Wojny Ojczyźnianej II klasy (2 listopada 1944)
- Order Czerwonej Gwiazdy (4 grudnia 1942)

I medale.